# تیم ملی بسکتبال مغولستان
تیم ملی بسکتبال مغولستان نماینده مغولستان در مسابقات بین‌المللی بسکتبال است. این تیم بالاترین سطح بسکتبال در کشور مغولستان نیز هست. این تیم از سال ۲۰۰۰
به فیبا پیوست.